# Immersion
immersion（イマージョン）とは、アメリカカリフォルニア州サンノゼの、触覚技術としても知られるタッチフィードバック技術の開発者およびライセンサー。
同社は、特許トロールであると非難されている。1993年にルイス・ローゼンバーグによって設立され、現在は最高経営責任者兼ゼネラルカウンセルとしてフランシス・ホセが率いる。

## 歴史
1993年にルイス・ローゼンバーグによって設立された。その後ルイス・ローゼンバーグは、2000年まで最高責任者を務めた。
1997年には、Windowsで有名なMicrosoftと協力し、イマージョンのテクノロジーをDirectInputのAPIを統合した。
1999年11月には、株式を公開し、株式は12ドルで提供された。
2016年には、Nintendo Switchで触覚技術を使用するために、任天堂とパーソナルシップを結んだ。

### 裁判
2002年Microsoftとソニーを相手に、２社のコントローラが特許を侵害していると主張し訴訟を起こした。その後2003年に和解しMicrosoftが2600万ドルをライセンス料および和解金として支払うことで終了した。
また、2016年にAppleへiPhone 6やApple Watchなどが触覚フィードバックなどに関する特許を侵害しているとして、Appleを訴えた。その後Appleとは和解し、ライセンス契約を結んだと発表した。